# Igor Milanović
Igor Milanović (in serbo Игор Милановић?; Belgrado, 18 dicembre 1965) è un ex pallanuotista e allenatore di pallanuoto serbo, tecnico del Mladost.

## Carriera

### Giocatore
Ha conquistato due medaglie d'oro ai Giochi olimpici di Seul 1988 e Los Angeles 1984 con la calottina della nazionale jugoslava.

### Allenatore
Il 24 febbraio 2022 prende le redini della panchina del Novi Beograd succedendo il posto da Dejan Jovović. Il 3 aprile seguente, battendo il Jadran Spalato in finale, porta il Novi Beograd alla vittoria del primo trofeo della storia del club. Il 21 maggio guida il club anche alla vittoria del campionato dopo aver superato il Radnički in finale. Il 5 giugno perde ai rigori contro il Pro Recco la prima storica finale di Champions League del club. Dal 2024 allena il Mladost Zagabria.

## Palmarès

### Giocatore

#### Trofei nazionali
- Campionato jugoslavo: 5

Partizan: 1983–84, 1986–87, 1987–88
Mladost: 1989–90
Stella Rossa: 1991–92
- Campionato serbo-montenegrino: 1

Budva: 1993-94
- Coppa di Jugoslavia: 4

Partizan: 1981–82, 1984–85, 1986–87, 1987–88

#### Trofei internazionali
- Eurolega: 2

Mladost: 1989-90, 1990-91
Catalunya: 1994-95
- Supercoppa LEN: 1

Mladost: 1990
- Coppe LEN: 1

Roma: 1993-94
- Coppa COMEN: 2

Partizan: 1989
Mladost: 1990

### Allenatore

#### Trofei nazionali
- Campionato italiano: 1

Pro Recco: 2014-15
- Coppe Italia: 1

Pro Recco: 2014-15
- Campionato serbo: 4

Partizan: 2010, 2011, 2012
Novi Beograd: 2022
- Coppa di Serbia: 3

Partizan: 2009-10, 2010-11, 2011-12
- Campionato turco: 1

Galatasaray: 2017
- Coppa di Grecia: 1

Olympiakos: 2023
- Campionato greco: 1

Olympiakos: 2023

#### Trofei internazionali
- Eurolega: 2

Partizan: 2010-11
Pro Recco: 2014-15
- Supercoppa LEN: 1

Partizan: 2011
- Euro Interliga: 2

Partizan: 2010, 2011
- Tom Hoad Cup: 1

Partizan: 2011
- Lega Adriatica: 1

Novi Beograd: 2021-22